# 6 Ore di Portimão 2023
La 6 Ore di Portimão 2023 è una gara per auto sportive di durata che è tenuta il 16 aprile 2023 presso il circuito di Portimão. È la seconda edizione valida per il Campionato del mondo endurance e il secondo round della stagione 2023.

## Programma
| Data      | Ora          | Ora   | Evento                |
| Data      | (Locale: ET) | ITA   | Evento                |
| --------- | ------------ | ----- | --------------------- |
| 14 aprile | 11:00        | 12:00 | Prove libere 1        |
| 14 aprile | 16:00        | 17:00 | Prove libere 2        |
| 15 aprile | 11:00        | 12:00 | Prove libere 2        |
| 15 aprile | 19:00        | 20:00 | Qualifiche - LMGTE Am |
| 15 aprile | 19:25        | 19:25 | Qualifiche - LMP2     |
| 15 aprile | 19:50        | 20:50 | Qualifiche - Hypercar |
| 16 aprile | 12:00        | 13:00 | Gare                  |
| Fonte:    |              |       |                       |

## Elenco iscritti
Di seguito l'elenco dei partecipanti:
Rispetto alla 1000 Miglia di Sebring, primo round della stagione nella classe Hypercar non ci sono cambiamenti nelle line up delle scuderie. Mentre nella classe LMP2, Juan Manuel Correa sostituisce Andrea Caldarelli sulla Prema numero 9. Il team United Autosports scambia Filipe Albuquerque con Ben Hanley e Tom Blomqvist con Giedo van der Garde rispettivamente nella numero 22 e 23. La vettura 48 della Hertz Team Jota scambia Will Stevens con Antonio Félix da Costa. Nella classe LMGTE Am Diego Alessi sostituisce Stefano Costantini sulla AF Corse numero 21.
| No. | Squadra                   | Auto                   | Pneumatici | Pilota 1              | Pilota 2           | Pilota 3            |
| --- | ------------------------- | ---------------------- | ---------- | --------------------- | ------------------ | ------------------- |
| 2   | Cadillac Racing           | Cadillac V-LMDh        | M          | Earl Bamber           | Alex Lynn          | Richard Westbrook   |
| 4   | Floyd Vanwall Racing Team | Vanwall Vandervell 680 | M          | Tom Dillmann          | Esteban Guerrieri  | Jacques Villeneuve  |
| 5   | Porsche Penske Motorsport | Porsche 963            | M          | Michael Christensen   | Dane Cameron       | Frédéric Makowiecki |
| 6   | Porsche Penske Motorsport | Porsche 963            | M          | André Lotterer        | Laurens Vanthoor   | Kévin Estre         |
| 7   | Toyota Gazoo Racing       | Toyota GR010 Hybrid    | M          | Mike Conway           | Kamui Kobayashi    | José María López    |
| 8   | Toyota Gazoo Racing       | Toyota GR010 Hybrid    | M          | Sébastien Buemi       | Brendon Hartley    | Ryō Hirakawa        |
| 50  | Ferrari AF Corse          | Ferrari 499P           | M          | Antonio Fuoco         | Nicklas Nielsen    | Miguel Molina       |
| 51  | Ferrari AF Corse          | Ferrari 499P           | M          | Alessandro Pier Guidi | Antonio Giovinazzi | James Calado        |
| 93  | Peugeot TotalEnergies     | Peugeot 9X8            | M          | Mikkel Jensen         | Jean-Éric Vergne   | Paul di Resta       |
| 94  | Peugeot TotalEnergies     | Peugeot 9X8            | M          | Nico Müller           | Gustavo Menezes    | Loïc Duval          |
| 708 | Glickenhaus Racing        | Glickenhaus 007 LMH    | M          | Olivier Pla           | Ryan Briscoe       | Romain Dumas        |

| No. | Squadra                   | Auto            | Pneumatici | Pilota 1            | Pilota 2           | Pilota 3               |
| --- | ------------------------- | --------------- | ---------- | ------------------- | ------------------ | ---------------------- |
| 9   | Prema Team                | Oreca 07-Gibson | G          | Juan Manuel Correa  | Bent Viscaal       | Filip Ugran            |
| 10  | Vector Sport              | Oreca 07-Gibson | G          | Ryan Cullen         | Gabriel Aubry      | Matthias Kaiser        |
| 22  | United Autosports         | Oreca 07-Gibson | G          | Ben Hanley          | Philip Hanson      | Frederick Lubin        |
| 23  | United Autosports         | Oreca 07-Gibson | G          | Giedo van der Garde | Oliver Jarvis      | Josh Pierson           |
| 28  | Jota Sport                | Oreca 07-Gibson | G          | Jonathan Aberdein   | Ed Jones           | Oliver Rasmussen       |
| 31  | Team WRT                  | Oreca 07-Gibson | G          | Robin Frijns        | Sean Gelael        | Ferdinand Habsburg     |
| 34  | Inter Europol Competition | Oreca 07-Gibson | G          | Fabio Scherer       | Jakub Śmiechowski  | Esteban Gutiérrez      |
| 35  | Alpine ELF Team           | Alpine A470     | G          | Olli Caldwell       | André Negrão       | Memo Rojas             |
| 36  | Alpine ELF Team           | Alpine A470     | G          | Charles Milesi      | Matthieu Vaxivière | Julien Canal           |
| 41  | Team WRT                  | Oreca 07-Gibson | G          | Rui Andrade         | Robert Kubica      | Louis Delétraz         |
| 48  | Hertz Jota Sport          | Oreca 07-Gibson | G          | Ye Yifei            | David Beckmann     | Antonio Félix da Costa |
| 63  | Prema Team                | Oreca 07-Gibson | G          | Doriane Pin         | Mirko Bortolotti   | Daniil Kvyat           |

| No. | Squadra                | Auto                     | Pneumatici | Pilota 1           | Pilota 2              | Pilota 3           |
| --- | ---------------------- | ------------------------ | ---------- | ------------------ | --------------------- | ------------------ |
| 21  | AF Corse               | Ferrari 488 GTE Evo      | M          | Simon Mann         | Ulysse de Pauw        | Diego Alessi       |
| 25  | ORT By TF Sport        | Aston Martin Vantage AMR | M          | Ahmad Al Harthy    | Michael Dinan         | Charlie Eastwood   |
| 33  | Corvette Racing        | Chevrolet Corvette C8.R  | M          | Ben Keating        | Florian Latorre       | Marco Sørensen     |
| 54  | AF Corse               | Ferrari 488 GTE Evo      | M          | Davide Rigon       | Francesco Castellacci | Thomas Flohr       |
| 56  | Team Project 1         | Porsche 911 RSR-19       | M          | P. J. Hyett        | Gunnar Jeannette      | Matteo Cairoli     |
| 57  | Kessel Racing          | Ferrari 488 GTE Evo      | M          | Scott Huffaker     | Takeshi Kimura        | Daniel Serra       |
| 60  | Iron Lynx              | Porsche 911 RSR-19       | M          | Matteo Cressoni    | Alessio Picariello    | Claudio Schiavoni  |
| 77  | Dempsey-Proton Racing  | Porsche 911 RSR-19       | M          | Christian Ried     | Mikkel O. Pedersen    | Julien Andlauer    |
| 83  | Richard Mille AF Corse | Ferrari 488 GTE Evo      | M          | Luis Perez Companc | Lilou Wadoux          | Alessio Rovera     |
| 85  | Iron Dames             | Porsche 911 RSR-19       | M          | Sarah Bovy         | Rahel Frey            | Michelle Gatting   |
| 86  | GR Racing              | Porsche 911 RSR-19       | M          | Michael Wainwright | Riccardo Pera         | Michael Wainwright |
| 88  | Proton Competition     | Porsche 911 RSR-19       | M          | Harry Tincknell    | Zacharie Robichon     | Ryan Hardwick      |
| 98  | Northwest AMR          | Aston Martin Vantage AMR | M          | Nicki Thiim        | Paul Dalla Lana       | Axcil Jefferies    |
| 777 | D'station Racing       | Aston Martin Vantage AMR | M          | Tomonobu Fujii     | Satoshi Hoshino       | Casper Stevenson   |

## Qualifiche

### Risultati
La pole position per ogni classe è segnata in grassetto.
| Pos | Classe   | No. | Team                      | Tempo    | Distanza | Griglia |
| --- | -------- | --- | ------------------------- | -------- | -------- | ------- |
| 1   | Hypercar | 8   | Toyota Gazoo Racing       | 1:30.171 | -        | 1       |
| 2   | Hypercar | 7   | Toyota Gazoo Racing       | 1:30.444 | +0.273   | 2       |
| 3   | Hypercar | 50  | Ferrari – AF Corse        | 1:31.596 | +1.425   | 3       |
| 4   | Hypercar | 51  | Ferrari – AF Corse        | 1:31.923 | +1.752   | 4       |
| 5   | Hypercar | 6   | Porsche Penske Motorsport | 1:32.404 | +2.233   | 5       |
| 6   | Hypercar | 94  | Peugeot TotalEnergies     | 1:32.517 | +2.346   | 6       |
| 7   | Hypercar | 5   | Porsche Penske Motorsport | 1:32.560 | +2.389   | 7       |
| 8   | Hypercar | 2   | Cadillac Racing           | 1:32.582 | +2.411   | 8       |
| 9   | Hypercar | 93  | Peugeot TotalEnergies     | 1:32.703 | +2.532   | 9       |
| 10  | Hypercar | 708 | Glickenhaus Racing        | 1:33.343 | +3.172   | 10      |
| 11  | Hypercar | 4   | Floyd Vanwall Racing Team | 1:33.836 | +3.665   | 11      |
| 12  | LMP2     | 63  | Prema Racing              | 1:34.303 | +4.132   | 12      |
| 13  | LMP2     | 10  | Vector Sport              | 1:34.304 | +4.133   | 13      |
| 14  | LMP2     | 22  | United Autosports         | 1:34.451 | +4.280   | 14      |
| 15  | LMP2     | 48  | Hertz Team Jota           | 1:34.493 | +4.322   | 15      |
| 16  | LMP2     | 34  | Inter Europol Competition | 1:34.586 | +4.415   | 16      |
| 17  | LMP2     | 23  | United Autosports         | 1:34.590 | +4.419   | 17      |
| 18  | LMP2     | 31  | Team WRT                  | 1:34.618 | +4.447   | 18      |
| 19  | LMP2     | 9   | Prema Racing              | 1:34.770 | +4.599   | 19      |
| 20  | LMP2     | 41  | Team WRT                  | 1:34.776 | +4.605   | 20      |
| 21  | LMP2     | 35  | Alpine Elf Team           | 1:34.996 | +4.825   | 21      |
| 22  | LMP2     | 36  | Alpine Elf Team           | 1:35.238 | +5.067   | 22      |
| 23  | LMP2     | 28  | Jota Sport                | 1:35.361 | +5.190   | 23      |
| 24  | LMGTE Am | 33  | Corvette Racing           | 1:41.362 | +11.191  | 24      |
| 25  | LMGTE Am | 85  | Iron Dames                | 1:41.579 | +11.408  | 25      |
| 26  | LMGTE Am | 21  | AF Corse                  | 1:41.628 | +11.457  | 26      |
| 27  | LMGTE Am | 54  | AF Corse                  | 1:41.899 | +11.728  | 27      |
| 28  | LMGTE Am | 25  | ORT by TF                 | 1:41.904 | +11.733  | 28      |
| 29  | LMGTE Am | 83  | Richard Mille AF Corse    | 1:41.934 | +11.763  | 29      |
| 30  | LMGTE Am | 57  | Kessel Racing             | 1:42.014 | +11.843  | 30      |
| 31  | LMGTE Am | 56  | Project 1 – AO            | 1:42.024 | +11.853  | 31      |
| 32  | LMGTE Am | 77  | Dempsey-Proton Racing     | 1:42.105 | +11.934  | 32      |
| 33  | LMGTE Am | 88  | Proton Competition        | 1:42.198 | +12.027  | 33      |
| 34  | LMGTE Am | 777 | D'Station Racing          | 1:43.035 | +12.864  | 34      |
| 35  | LMGTE Am | 98  | Northwest AMR             | 1:43.207 | +13.036  | 35      |
| 36  | LMGTE Am | 86  | GR Racing                 | 1:43.273 | +13.102  | 36      |
| 37  | LMGTE Am | 60  | Iron Lynx                 | 1:43.528 | +13.357  | 37      |

## Gara

### Risultati[4]
Il numero minimo di giri per classificarsi (70% della distanza totale dell'auto vincitrice) era di 136 giri. I vincitori di classe sono segnati in grassetto.
| Pos | Classe   | No. | Team                      | Piloti                                                      | Telaio                         | Pneumatici | Giri | Tempo/ritiro |
| Pos | Classe   | No. | Team                      | Piloti                                                      | Motore                         | Pneumatici | Giri | Tempo/ritiro |
| --- | -------- | --- | ------------------------- | ----------------------------------------------------------- | ------------------------------ | ---------- | ---- | ------------ |
| 1   | Hypercar | 8   | Toyota Gazoo Racing       | Sébastien Buemi Brendon Hartley Ryo Hirakawa                | Toyota GR010 Hybrid            | M          | 222  | 6:01:26.343  |
| 1   | Hypercar | 8   | Toyota Gazoo Racing       | Sébastien Buemi Brendon Hartley Ryo Hirakawa                | Toyota H8909 3.5 L Turbo V6    | M          | 222  | 6:01:26.343  |
| 2   | Hypercar | 50  | Ferrari – AF Corse        | Antonio Fuoco Miguel Molina Nicklas Nielsen                 | Ferrari 499P                   | M          | 221  | +1 giri      |
| 2   | Hypercar | 50  | Ferrari – AF Corse        | Antonio Fuoco Miguel Molina Nicklas Nielsen                 | Ferrari 3.0 L Turbo V6         | M          | 221  | +1 giri      |
| 3   | Hypercar | 6   | Porsche Penske Motorsport | Kévin Estre André Lotterer Laurens Vanthoor                 | Porsche 963                    | M          | 221  | +1 giri      |
| 3   | Hypercar | 6   | Porsche Penske Motorsport | Kévin Estre André Lotterer Laurens Vanthoor                 | Porsche 9RD 4.6 L Turbo V8     | M          | 221  | +1 giri      |
| 4   | Hypercar | 2   | Cadillac Racing           | Earl Bamber Alex Lynn Richard Westbrook                     | Cadillac V-Series.R            | M          | 220  | +2 giri      |
| 4   | Hypercar | 2   | Cadillac Racing           | Earl Bamber Alex Lynn Richard Westbrook                     | Cadillac LMC55R 5.5 L V8       | M          | 220  | +2 giri      |
| 5   | Hypercar | 94  | Peugeot TotalEnergies     | Loïc Duval Gustavo Menezes Nico Müller                      | Peugeot 9X8                    | M          | 220  | +2 giri      |
| 5   | Hypercar | 94  | Peugeot TotalEnergies     | Loïc Duval Gustavo Menezes Nico Müller                      | Peugeot 2.6 L Turbo V6         | M          | 220  | +2 giri      |
| 6   | Hypercar | 51  | Ferrari – AF Corse        | James Calado Antonio Giovinazzi Alessandro Pier Guidi       | Ferrari 499P                   | M          | 219  | +3 giri      |
| 6   | Hypercar | 51  | Ferrari – AF Corse        | James Calado Antonio Giovinazzi Alessandro Pier Guidi       | Ferrari 3.0 L Turbo V6         | M          | 219  | +3 giri      |
| 7   | Hypercar | 93  | Peugeot TotalEnergies     | Mikkel Jensen Paul di Resta Jean-Éric Vergne                | Peugeot 9X8                    | M          | 219  | +3 giri      |
| 7   | Hypercar | 93  | Peugeot TotalEnergies     | Mikkel Jensen Paul di Resta Jean-Éric Vergne                | Peugeot 2.6 L Turbo V6         | M          | 219  | +3 giri      |
| 8   | Hypercar | 708 | Glickenhaus Racing        | Ryan Briscoe Romain Dumas Olivier Pla                       | Glickenhaus 007 LMH            | M          | 217  | +5 giri      |
| 8   | Hypercar | 708 | Glickenhaus Racing        | Ryan Briscoe Romain Dumas Olivier Pla                       | Glickenhaus P21 3.5 L Turbo V8 | M          | 217  | +5 giri      |
| 9   | Hypercar | 7   | Toyota Gazoo Racing       | Mike Conway Kamui Kobayashi José María López                | Toyota GR010 Hybrid            | M          | 215  | +7 giri      |
| 9   | Hypercar | 7   | Toyota Gazoo Racing       | Mike Conway Kamui Kobayashi José María López                | Toyota H8909 3.5 L Turbo V6    | M          | 215  | +7 giri      |
| 10  | LMP2     | 23  | United Autosports         | Giedo van der Garde Oliver Jarvis Josh Pierson              | Oreca 07                       | G          | 215  | +7 giri      |
| 10  | LMP2     | 23  | United Autosports         | Giedo van der Garde Oliver Jarvis Josh Pierson              | Gibson GK428 V8 engine         | G          | 215  | +7 giri      |
| 11  | LMP2     | 22  | United Autosports         | Ben Hanley Philip Hanson Frederick Lubin                    | Oreca 07                       | G          | 215  | +7 giri      |
| 11  | LMP2     | 22  | United Autosports         | Ben Hanley Philip Hanson Frederick Lubin                    | Gibson GK428 V8 engine         | G          | 215  | +7 giri      |
| 12  | LMP2     | 41  | Team WRT                  | Rui Andrade Louis Delétraz Robert Kubica                    | Oreca 07                       | G          | 215  | +7 giri      |
| 12  | LMP2     | 41  | Team WRT                  | Rui Andrade Louis Delétraz Robert Kubica                    | Gibson GK428 V8 engine         | G          | 215  | +7 giri      |
| 13  | LMP2     | 63  | Prema Racing              | Mirko Bortolotti Daniil Kvyat Doriane Pin                   | Oreca 07                       | G          | 215  | +7 giri      |
| 13  | LMP2     | 63  | Prema Racing              | Mirko Bortolotti Daniil Kvyat Doriane Pin                   | Gibson GK428 V8 engine         | G          | 215  | +7 giri      |
| 14  | LMP2     | 48  | Hertz Team Jota           | David Beckmann António Félix da Costa Ye Yifei              | Oreca 07                       | G          | 215  | +7 giri      |
| 14  | LMP2     | 48  | Hertz Team Jota           | David Beckmann António Félix da Costa Ye Yifei              | Gibson GK428 V8 engine         | G          | 215  | +7 giri      |
| 15  | LMP2     | 9   | Prema Racing              | Juan Manuel Correa Filip Ugran Bent Viscaal                 | Oreca 07                       | G          | 215  | +7 giri      |
| 15  | LMP2     | 9   | Prema Racing              | Juan Manuel Correa Filip Ugran Bent Viscaal                 | Gibson GK428 V8 engine         | G          | 215  | +7 giri      |
| 16  | LMP2     | 31  | Team WRT                  | Robin Frijns Sean Gelael Ferdinand Habsburg                 | Oreca 07                       | G          | 215  | +7 giri      |
| 16  | LMP2     | 31  | Team WRT                  | Robin Frijns Sean Gelael Ferdinand Habsburg                 | Gibson GK428 V8 engine         | G          | 215  | +7 giri      |
| 17  | LMP2     | 28  | Jota                      | Pietro Fittipaldi David Heinemeier Hansson Oliver Rasmussen | Oreca 07                       | G          | 215  | +7 giri      |
| 17  | LMP2     | 28  | Jota                      | Pietro Fittipaldi David Heinemeier Hansson Oliver Rasmussen | Gibson GK428 V8 engine         | G          | 215  | +7 giri      |
| 18  | LMP2     | 36  | Alpine Elf Team           | Julien Canal Charles Milesi Matthieu Vaxivière              | Oreca 07                       | G          | 215  | +7 giri      |
| 18  | LMP2     | 36  | Alpine Elf Team           | Julien Canal Charles Milesi Matthieu Vaxivière              | Gibson GK428 V8 engine         | G          | 215  | +7 giri      |
| 19  | LMP2     | 34  | Inter Europol Competition | Albert Costa Fabio Scherer Jakub Śmiechowski                | Oreca 07                       | G          | 214  | +8 giri      |
| 19  | LMP2     | 34  | Inter Europol Competition | Albert Costa Fabio Scherer Jakub Śmiechowski                | Gibson GK428 V8 engine         | G          | 214  | +8 giri      |
| 20  | LMP2     | 35  | Alpine Elf Team           | Olli Caldwell André Negrão Memo Rojas                       | Oreca 07                       | G          | 213  | +9 giri      |
| 20  | LMP2     | 35  | Alpine Elf Team           | Olli Caldwell André Negrão Memo Rojas                       | Gibson GK428 V8 engine         | G          | 213  | +9 giri      |
| 21  | LMGTE Am | 33  | Corvette Racing           | Nicky Catsburg Ben Keating Nicolás Varrone                  | Chevrolet Corvette C8.R        | M          | 206  | +16 giri     |
| 21  | LMGTE Am | 33  | Corvette Racing           | Nicky Catsburg Ben Keating Nicolás Varrone                  | Chevrolet 5.5 L V8             | M          | 206  | +16 giri     |
| 22  | LMGTE Am | 83  | Richard Mille AF Corse    | Luis Pérez Companc Alessio Rovera Lilou Wadoux              | Ferrari 488 GTE Evo            | M          | 206  | +16 giri     |
| 22  | LMGTE Am | 83  | Richard Mille AF Corse    | Luis Pérez Companc Alessio Rovera Lilou Wadoux              | Ferrari F154CB 3.9 L Turbo V8  | M          | 206  | +16 giri     |
| 23  | LMGTE Am | 85  | Iron Dames                | Sarah Bovy Rahel Frey Michelle Gatting                      | Porsche 911 RSR-19             | M          | 206  | +16 giri     |
| 23  | LMGTE Am | 85  | Iron Dames                | Sarah Bovy Rahel Frey Michelle Gatting                      | Porsche 4.2 L Flat-6           | M          | 206  | +16 giri     |
| 24  | LMGTE Am | 54  | AF Corse                  | Francesco Castellacci Thomas Flohr Davide Rigon             | Ferrari 488 GTE Evo            | M          | 206  | +16 giri     |
| 24  | LMGTE Am | 54  | AF Corse                  | Francesco Castellacci Thomas Flohr Davide Rigon             | Ferrari F154CB 3.9 L Turbo V8  | M          | 206  | +16 giri     |
| 25  | LMGTE Am | 21  | AF Corse                  | Diego Alessi Simon Mann Ulysse de Pauw                      | Ferrari 488 GTE Evo            | M          | 206  | +16 giri     |
| 25  | LMGTE Am | 21  | AF Corse                  | Diego Alessi Simon Mann Ulysse de Pauw                      | Ferrari F154CB 3.9 L Turbo V8  | M          | 206  | +16 giri     |
| 26  | LMGTE Am | 56  | Project 1 – AO            | Matteo Cairoli Guilherme Oliveira Miguel Ramos              | Porsche 911 RSR-19             | M          | 205  | +17 giri     |
| 26  | LMGTE Am | 56  | Project 1 – AO            | Matteo Cairoli Guilherme Oliveira Miguel Ramos              | Porsche 4.2 L Flat-6           | M          | 205  | +17 giri     |
| 27  | LMGTE Am | 77  | Dempsey-Proton Racing     | Julien Andlauer Christian Ried Mikkel O. Pedersen           | Porsche 911 RSR-19             | M          | 205  | +17 giri     |
| 27  | LMGTE Am | 77  | Dempsey-Proton Racing     | Julien Andlauer Christian Ried Mikkel O. Pedersen           | Porsche 4.2 L Flat-6           | M          | 205  | +17 giri     |
| 28  | LMGTE Am | 25  | ORT by TF                 | Ahmad Al Harthy Michael Dinan Charlie Eastwood              | Aston Martin Vantage AMR       | M          | 205  | +17 giri     |
| 28  | LMGTE Am | 25  | ORT by TF                 | Ahmad Al Harthy Michael Dinan Charlie Eastwood              | Aston Martin 4.0 L Turbo V8    | M          | 205  | +17 giri     |
| 29  | LMGTE Am | 88  | Proton Competition        | Ryan Hardwick Zacharie Robichon Harry Tincknell             | Porsche 911 RSR-19             | M          | 204  | +18 giri     |
| 29  | LMGTE Am | 88  | Proton Competition        | Ryan Hardwick Zacharie Robichon Harry Tincknell             | Porsche 4.2 L Flat-6           | M          | 204  | +18 giri     |
| 30  | LMGTE Am | 57  | Kessel Racing             | Scott Huffaker Takeshi Kimura Daniel Serra                  | Ferrari 488 GTE Evo            | M          | 204  | +18 giri     |
| 30  | LMGTE Am | 57  | Kessel Racing             | Scott Huffaker Takeshi Kimura Daniel Serra                  | Ferrari F154CB 3.9 L Turbo V8  | M          | 204  | +18 giri     |
| 31  | LMGTE Am | 86  | GR Racing                 | Ben Barker Riccardo Pera Michael Wainwright                 | Porsche 911 RSR-19             | M          | 204  | +18 giri     |
| 31  | LMGTE Am | 86  | GR Racing                 | Ben Barker Riccardo Pera Michael Wainwright                 | Porsche 4.2 L Flat-6           | M          | 204  | +18 giri     |
| 32  | LMGTE Am | 60  | Iron Lynx                 | Matteo Cressoni Alessio Picariello Claudio Schiavoni        | Porsche 911 RSR-19             | M          | 203  | +19 giri     |
| 32  | LMGTE Am | 60  | Iron Lynx                 | Matteo Cressoni Alessio Picariello Claudio Schiavoni        | Porsche 4.2 L Flat-6           | M          | 203  | +19 giri     |
| 33  | LMGTE Am | 98  | Northwest AMR             | Paul Dalla Lana Axcil Jefferies Nicki Thiim                 | Aston Martin Vantage AMR       | M          | 202  | +20 giri     |
| 33  | LMGTE Am | 98  | Northwest AMR             | Paul Dalla Lana Axcil Jefferies Nicki Thiim                 | Aston Martin 4.0 L Turbo V8    | M          | 202  | +20 giri     |
| 34  | LMP2     | 10  | Vector Sport              | Gabriel Aubry Ryan Cullen Matthias Kaiser                   | Oreca 07                       | G          | 193  | +29 giri     |
| 34  | LMP2     | 10  | Vector Sport              | Gabriel Aubry Ryan Cullen Matthias Kaiser                   | Gibson GK428 V8 engine         | G          | 193  | +29 giri     |
| 35  | Hypercar | 5   | Porsche Penske Motorsport | Dane Cameron Michael Christensen Frédéric Makowiecki        | Porsche 963                    | M          | 189  | +33 giri     |
| 35  | Hypercar | 5   | Porsche Penske Motorsport | Dane Cameron Michael Christensen Frédéric Makowiecki        | Porsche 9RD 4.6 L Turbo V8     | M          | 189  | +33 giri     |
| Ret | Hypercar | 4   | Floyd Vanwall Racing Team | Tom Dillmann Esteban Guerrieri Jacques Villeneuve           | Vanwall Vandervell 680         | M          | 174  | Ritirato     |
| Ret | Hypercar | 4   | Floyd Vanwall Racing Team | Tom Dillmann Esteban Guerrieri Jacques Villeneuve           | Gibson GL458 4.5 L V8          | M          | 174  | Ritirato     |
| Ret | LMGTE Am | 777 | D'Station Racing          | Tomonobu Fujii Satoshi Hoshino Casper Stevenson             | Aston Martin Vantage AMR       | M          | 42   | Ritirato     |
| Ret | LMGTE Am | 777 | D'Station Racing          | Tomonobu Fujii Satoshi Hoshino Casper Stevenson             | Aston Martin 4.0 L Turbo V8    | M          | 42   | Ritirato     |